# Jan Juroška
Jan Juroška (Valašské Meziříčí, 2 marzo 1993) è un calciatore ceco, difensore del Baník Ostrava e della nazionale ceca.